# Lenguas torres-banks
Las lenguas Torres-Banks forman un vínculo de lenguas del Océano Austral habladas en las islas Torres y las islas Banks del norte de Vanuatu.

## Idiomas
François (2011) reconoce 17 lenguas habladas por 9.400 personas en 50 pueblos, entre ellas 16 lenguas vivas (3 de las cuales están moribundas) y una lengua extinta.
Los 17 idiomas, clasificados de noroeste a sureste, son:: 181 
| Idioma  | Número de hablantes | ISO 639-3 | Zona donde se habla |
| ------- | ------------------- | --------- | ------------------- |
| Hiw     | 280                 | [hiw]     | Hiw                 |
| Lo-Toga | 580                 | [lht]     | Tegua, Lo, Toga     |
| Lehali  | 200                 | [tql]     | Ureparapara         |
| Löyöp   | 240                 | [urr]     | Ureparapara         |
| Volow   | extinto             | [mlv]     | Mota Lava           |
| Mwotlap | 2100                | [mlv]     | Mota Lava           |
| Lemerig | 2 (moribundo)       | [lrz]     | Vanua Lava          |
| Vera'a  | 500                 | [vra]     | Vanua Lava          |
| Vurës   | 2000                | [msn]     | Vanua Lava          |
| Mwesen  | 10 (moribundo)      | [msn]     | Vanua Lava          |
| Mota    | 750                 | [mtt]     | Mota                |
| Nume    | 700                 | [tgs]     | Gaua                |
| Dorig   | 300                 | [wwo]     | Gaua                |
| Koro    | 250                 | [krf]     | Gaua                |
| Olrat   | 3 (moribund)        | [olr]     | Gaua                |
| Lakon   | 800                 | [lkn]     | Gaua                |
| Mwerlap | 1100                | [mrm]     | Merelava            |

## Estudios comparativos
A. François ha publicado varios estudios que comparan diversas características de las lenguas Torres-Banks:
- François (2005): Inventarios de sistemas vocálicos y su desarrollo histórico;
- François (2007): Sistemas de artículos sustantivos y su desarrollo histórico;
- François (2009): Cómo varios idiomas gramaticalizaron un conjunto de pronombres personales ligeros en marcadores de aspecto “aorista”;
- François (2011): Cómo los lenguajes Torres-Banks tienden a mostrar isomorfismo estructural, pero diversidad léxica;
- François (2013): Reconstrucción etimológica de términos espirituales en lenguas Torres-Banks;
- François (2015): Sistemas de direcciones espaciales geocéntricas y su desarrollo histórico;
- François (2016): Morfología histórica de los pronombres personales.

François (2012) es un estudio sociolingüístico del área

## Estructura genealógica del vínculo Torres-Banks
La estructura interna del vínculo Torres-Banks se evaluó con base en el método comparativo y se presentó en el marco de la glotometría histórica (François 2014, 2017; Kalyan & François 2018).
Kalyan & François (2018: 81) identificó los siguientes subgrupos mejor apoyados (en orden decreciente de cercanía genealógica):
- Mwotlap – Volow
- Hiw – Lo-Toga
- Vurës – Mwesen
- Lemerig – Vera'a
- Koro – Olrat – Lakon
- Dorig – Koro – Olrat – Lakon
- Olrat – Lakon
- Lehali – Löyöp – Mwotlap – Volow
- 15 Idiomas banks juntos (Lehali – Löyöp – Mwotlap – Volow – Lemerig – Vera'a – Vurës – Mwesen – Mota – Nume – Dorig – Koro – Olrat – Lakon – Mwerlap)
- etc.